# Parafia Bożego Ciała w Helu
Parafia Bożego Ciała w Helu – parafia rzymskokatolicka w dekanacie morskim Archidiecezji Gdańskiej, od 1946 roku obsługiwana przez kapłanów z Zakonu Braci Mniejszych. 

## Historia

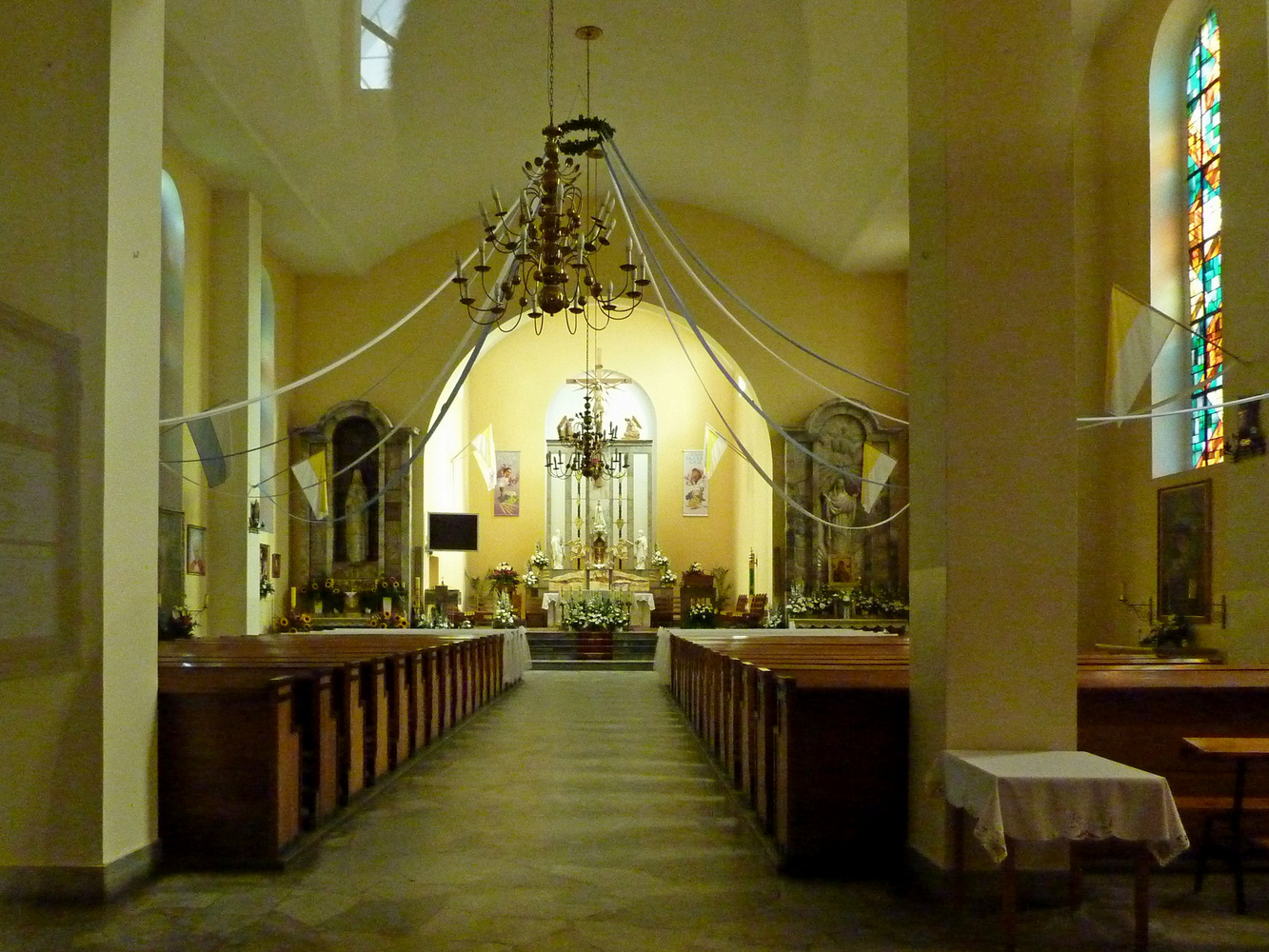
Widok na ołtarz (nawa główna)

Budowę kościoła parafialnego pw. Bożego Ciała w Helu zakończono w 1933 roku. Parafia została erygowana w dniu 6 października 1933 przez biskupa Stanisława Okoniewskiego.
W latach 1946–1991 nadzór nad parafią sprawowali franciszkanie z Prowincji Wniebowzięcia Najświętszej Maryi Panny Zakonu Braci Mniejszych w Katowicach. Od 1991 roku parafia obsługiwana jest przez franciszkanów z Prowinicji św. Franciszka z Asyżu Zakonu Braci Mniejszych w Poznaniu. 
W latach 1945–1970, ze względu na brak normalizacji stosunków pomiędzy RFN a PRL, administracja kościelna w Helu miała charakter tymczasowy, dlatego w tym czasie nie wyznaczano proboszczów, tylko administratorów.

## Kuratusi
- ks. Hieronim Grzenia (1930–1939)
- vacat (1939-1946)

## Administratorzy
- o. Lucjan Kleppek (1946–1947)
- o. Andrzej Napierała (1947–1950)
- o. Lucjan Kleppek (1950–1952)
- o. Łukasz Grzywocz (1952–1965)
- o. Aleksander Ryrko (1965–1971)

## Proboszczowie
- o. Salwator Augustyniak (1971–1973)
- o. Hilary Saternus (1973–1991)
- o. Edmund Rutkowski (1991–1997)
- o. Florentyn Nowak (1997–2006)
- o. Klaudiusz Michalski (2006–2012)
- o. Marek Janus (2012–2016)
- o. Tarsycjusz Krasucki (2016–2020)
- o. Ireneusz Główczewski (obecnie, od 2020 roku)[4]